# Colonia Héroes de 1910
Colonia Héroes de 1910 är en ort i Mexiko.   Den ligger i kommunen Tlalpan och delstaten Distrito Federal, i den sydöstra delen av landet, 23 km sydväst om huvudstaden Mexico City. Colonia Héroes de 1910 ligger 2 939 meter över havet och antalet invånare är 331.
Terrängen runt Colonia Héroes de 1910 är bergig. Runt Colonia Héroes de 1910 är det mycket tätbefolkat, med 2 431 invånare per kvadratkilometer. Närmaste större samhälle är Álvaro Obregón, 13,0 km norr om Colonia Héroes de 1910. I omgivningarna runt Colonia Héroes de 1910 växer huvudsakligen savannskog.